# Championnats du monde de patinage artistique 1988
Navigation
Mondiaux 1987 Mondiaux 1989
Les championnats du monde de patinage artistique 1988 ont lieu du 22 au 27 mars 1988 au Sportcsarnok de Budapest en Hongrie.
Le canadien Kurt Browning réalise le premier quadruple boucle piqué en compétition.

## Qualifications
Les patineurs sont éligibles à l'épreuve s'ils représentent une nation membre de l'Union internationale de patinage (International Skating Union en anglais). Les fédérations nationales sélectionnent leurs patineurs en fonction de leurs propres critères.
Sur la base des résultats des championnats du monde 1987, l'Union internationale de patinage autorise chaque pays à avoir de une à trois inscriptions par discipline. 

## Podiums
| Épreuves                            | Or                                    | Argent                               | Bronze                           |
| ----------------------------------- | ------------------------------------- | ------------------------------------ | -------------------------------- |
| Messieurs résultats détaillés       | Brian Boitano                         | Brian Orser                          | Viktor Petrenko                  |
| Dames résultats détaillés           | Katarina Witt                         | Elizabeth Manley                     | Debi Thomas                      |
| Couples résultats détaillés         | Ielena Valova / Oleg Vassiliev        | Ekaterina Gordeeva / Sergueï Grinkov | Larisa Seleznyova / Oleg Makarov |
| Danse sur glace résultats détaillés | Natalia Bestemianova / Andreï Boukine | Marina Klimova / Sergueï Ponomarenko | Tracy Wilson / Robert McCall     |

## Tableau des médailles
| Rang  | Nation             | Or | Argent | Bronze | Total |
| ----- | ------------------ | -- | ------ | ------ | ----- |
| 1     | Union soviétique   | 2  | 2      | 2      | 6     |
| 2     | États-Unis         | 1  | 0      | 1      | 2     |
| 3     | Allemagne de l'Est | 1  | 0      | 0      | 1     |
| 4     | Canada             | 0  | 2      | 1      | 3     |
| Total | Total              | 4  | 4      | 4      | 12    |

## Détails des compétitions
Pour la saison 1987/1988, les calculs des points se font selon la méthode suivante :
- chez les Messieurs et les Dames (0.6 point par place pour les figures imposées, 0.4 point par place pour le programme court, 1 point par place pour le programme libre)
- chez les couples artistiques (0.4 point par place pour le programme court, 1 point par place pour le programme libre)
- en danse sur glace (0.6 point par place pour les trois danses imposées, 0.4 point par place pour la danse originale, 1 point par place pour la danse libre)

### Messieurs
| Rang                                        | Nom                   | Nation               | Points | Fig. impo. | Prog. court | Prog. libre |
| ------------------------------------------- | --------------------- | -------------------- | ------ | ---------- | ----------- | ----------- |
| 1                                           | Brian Boitano         | États-Unis           | 4.2    | 3          | 1           | 2           |
| 2                                           | Brian Orser           | Canada               | 4.8    | 5          | 2           | 1           |
| 3                                           | Viktor Petrenko       | Union soviétique     | 9.8    | 6          | 3           | 5           |
| 4                                           | Grzegorz Filipowski   | Pologne              | 9.8    | 2          | 4           | 7           |
| 5                                           | Christopher Bowman    | États-Unis           | 11.8   | 7          | 9           | 4           |
| 6                                           | Kurt Browning         | Canada               | 13.0   | 12         | 7           | 3           |
| 7                                           | Heiko Fischer         | Allemagne de l'Ouest | 13.8   | 4          | 6           | 9           |
| 8                                           | Petr Barna            | Tchécoslovaquie      | 16.6   | 11         | 5           | 8           |
| 9                                           | Paul Wylie            | États-Unis           | 17.0   | 13         | 8           | 6           |
| 10                                          | Vladimir Petrenko     | Union soviétique     | 19.2   | 8          | 11          | 10          |
| 11                                          | Cameron Medhurst      | Australie            | 23.4   | 14         | 10          | 11          |
| 12                                          | Oliver Höner          | Suisse               | 25.6   | 9          | 13          | 15          |
| 13                                          | Neil Paterson         | Canada               | 27.6   | 18         | 12          | 12          |
| 14                                          | Lars Dresler          | Danemark             | 29.2   | 17         | 15          | 13          |
| 15                                          | Paul Robinson         | Royaume-Uni          | 31.0   | 19         | 14          | 14          |
| 16                                          | Ralph Burghart        | Autriche             | 36.0   | 10         | 25          | 20          |
| 17                                          | Ronny Winkler         | Allemagne de l'Est   | 36.6   | 23         | 17          | 16          |
| 18                                          | Peter Johansson       | Suède                | 38.4   | 25         | 16          | 17          |
| 19                                          | Daniel Weiss          | Allemagne de l'Ouest | 39.8   | 16         | 18          | 23          |
| 20                                          | András Száraz         | Hongrie              | 40.0   | 22         | 22          | 18          |
| 21                                          | Alessandro Riccitelli | Italie               | 41.2   | 21         | 19          | 21          |
| 22                                          | Oula Jääskeläinen     | Finlande             | 43.6   | 27         | 21          | 19          |
| 23                                          | Frédéric Lipka        | France               | 44.4   | 20         | 26          | 22          |
| Abandon                                     | Makoto Kano           | Japon                |        | 15         | 20          |             |
| Patineurs éliminés après le programme court |                       |                      |        |            |             |             |
| 25                                          | Tomislav Čižmešija    | Yougoslavie          |        | 24         | 28          | NC          |
| 26                                          | David Liu             | Taipei chinois       |        | 28         | 24          | NC          |
| 27                                          | Jung Sung-il          | Corée du Sud         |        | 26         | 27          | NC          |
| 28                                          | Joaquin Guerrero      | Mexique              |        | 30         | 23          | NC          |
| 29                                          | Alexandre Geers       | Belgique             |        | 29         | 29          | NC          |
| Abandon                                     | Alexandre Fadeïev     | Union soviétique     |        | 1          |             | NC          |

### Dames
| Rang                                          | Nom                | Nation               | Points | Fig. impo. | Prog. court | Prog. libre |
| --------------------------------------------- | ------------------ | -------------------- | ------ | ---------- | ----------- | ----------- |
| 1                                             | Katarina Witt      | Allemagne de l'Est   | 2.4    | 1          | 2           | 1           |
| 2                                             | Elizabeth Manley   | Canada               | 4.8    | 2          | 4           | 2           |
| 3                                             | Debi Thomas        | États-Unis           | 6.2    | 3          | 1           | 4           |
| 4                                             | Claudia Leistner   | Allemagne de l'Ouest | 11.0   | 5          | 5           | 6           |
| 5                                             | Jill Trenary       | États-Unis           | 11.8   | 4          | 11          | 5           |
| 6                                             | Midori Ito         | Japon                | 12.6   | 14         | 3           | 3           |
| 7                                             | Caryn Kadavy       | États-Unis           | 13.8   | 6          | 8           | 7           |
| 8                                             | Simone Koch        | Allemagne de l'Est   | 16.4   | 10         | 6           | 8           |
| 9                                             | Natalia Lebedeva   | Union soviétique     | 18.6   | 8          | 7           | 11          |
| 10                                            | Joanne Conway      | Royaume-Uni          | 20.2   | 7          | 10          | 12          |
| 11                                            | Tamara Téglássy    | Hongrie              | 21.6   | 15         | 9           | 9           |
| 12                                            | Marina Kielmann    | Allemagne de l'Ouest | 25.2   | 16         | 14          | 10          |
| 13                                            | Yvonne Gómez       | Espagne              | 26.0   | 11         | 16          | 13          |
| 14                                            | Natalia Gorbenko   | Union soviétique     | 27.2   | 9          | 17          | 15          |
| 15                                            | Beatrice Gelmini   | Italie               | 29.2   | 12         | 15          | 16          |
| 16                                            | Lotta Falkenbäck   | Suède                | 35.4   | 19         | 25          | 14          |
| 17                                            | Charlene Wong      | Canada               | 36.0   | 17         | 12          | 21          |
| 18                                            | Yvonne Pokorny     | Autriche             | 38.4   | 22         | 13          | 20          |
| 19                                            | Claude Péri        | France               | 38.6   | 24         | 18          | 17          |
| 20                                            | Stefanie Schmid    | Suisse               | 39.0   | 21         | 21          | 18          |
| 21                                            | Junko Yaginuma     | Japon                | 40.2   | 18         | 26          | 19          |
| 22                                            | Željka Čižmešija   | Yougoslavie          | 40.4   | 13         | 24          | 23          |
| 23                                            | Mirela Gawłowska   | Pologne              | 43.2   | 20         | 23          | 22          |
| 24                                            | Gina Fulton        | Royaume-Uni          | 44.8   | 23         | 20          | 23          |
| Patineuses éliminées après le programme court |                    |                      |        |            |             |             |
| 25                                            | Tracy Brook        | Australie            |        | 26         | 19          | NC          |
| 26                                            | Anisette Torp-Lind | Danemark             |        | 28         | 22          | NC          |
| 27                                            | Jana Petruskova    | Tchécoslovaquie      |        | 25         | 28          | NC          |
| 28                                            | Elina Hanninen     | Finlande             |        | 27         | 30          | NC          |
| 29                                            | Chi Hyun-jung      | Corée du Sud         |        | 30         | 27          | NC          |
| 30                                            | Diana Marcos       | Mexique              |        | 29         | 31          | NC          |
| 31                                            | Asia Aleksieva     | Bulgarie             |        | 31         | 29          | NC          |

### Couples
| Rang | Nom                                  | Nation               | Points | Prog. court | Prog. libre |
| ---- | ------------------------------------ | -------------------- | ------ | ----------- | ----------- |
| 1    | Ielena Valova / Oleg Vassiliev       | Union soviétique     | 1.8    | 2           | 1           |
| 2    | Ekaterina Gordeeva / Sergueï Grinkov | Union soviétique     | 2.4    | 1           | 2           |
| 3    | Larisa Seleznyova / Oleg Makarov     | Union soviétique     | 4.2    | 3           | 3           |
| 4    | Gillian Wachsman / Todd Waggoner     | États-Unis           | 6.0    | 5           | 4           |
| 5    | Denise Benning / Lyndon Johnston     | Canada               | 7.4    | 6           | 5           |
| 6    | Jill Watson / Peter Oppegard         | États-Unis           | 8.6    | 4           | 7           |
| 7    | Isabelle Brasseur / Lloyd Eisler     | Canada               | 8.8    | 7           | 6           |
| 8    | Mandy Wötzel / Axel Rauschenbach     | Allemagne de l'Est   | 11.2   | 8           | 8           |
| 9    | Christine Hough / Doug Ladret        | Canada               | 12.6   | 9           | 9           |
| 10   | Natalie Seybold / Wayne Seybold      | États-Unis           | 14.0   | 10          | 10          |
| 11   | Lenka Knapová / René Novotný         | Tchécoslovaquie      | 15.4   | 11          | 11          |
| 12   | Cheryl Peake / Andrew Naylor         | Royaume-Uni          | 16.8   | 12          | 12          |
| 13   | Anuschka Gläser / Stefan Pfrengle    | Allemagne de l'Ouest | 18.2   | 13          | 13          |
| 14   | Lisa Cushley / Neil Cushley          | Royaume-Uni          | 19.6   | 14          | 14          |
| 15   | Danielle Carr / Stephen Carr         | Australie            | 21.0   | 15          | 15          |
| 16   | Akiko Nogami / Yoichi Yamazaki       | Japon                | 22.4   | 16          | 16          |

### Danse sur glace
| Rang                                             | Nom                                     | Nation               | Points | Danses imposées | Danse originale | Danse libre |
| ------------------------------------------------ | --------------------------------------- | -------------------- | ------ | --------------- | --------------- | ----------- |
| 1                                                | Natalia Bestemianova / Andreï Boukine   | Union soviétique     | 2.0    | 1               | 1               | 1           |
| 2                                                | Marina Klimova / Sergueï Ponomarenko    | Union soviétique     | 4.0    | 2               | 2               | 2           |
| 3                                                | Tracy Wilson / Robert McCall            | Canada               | 6.0    | 3               | 3               | 3           |
| 4                                                | Natalia Annenko / Genrikh Sretenski     | Union soviétique     | 8.0    | 4               | 4               | 4           |
| 5                                                | Kathrin Beck / Christoff Beck           | Autriche             | 11.0   | 5               | 5               | 6           |
| 6                                                | Isabelle Duchesnay / Paul Duchesnay     | France               | 11.6   | 7               | 6               | 5           |
| 7                                                | Klára Engi / Attila Tóth                | Hongrie              | 13.8   | 6               | 8               | 7           |
| 8                                                | Antonia Becherer / Ferdinand Becherer   | Allemagne de l'Ouest | 15.6   | 8               | 7               | 8           |
| 9                                                | Susie Wynne / Joseph Druar              | États-Unis           | 18.0   | 9               | 9               | 9           |
| 10                                               | Lia Trovati / Roberto Pelizzola         | Italie               | 20.0   | 10              | 10              | 10          |
| 11                                               | Karyn Garossino / Rod Garossino         | Canada               | 22.0   | 11              | 11              | 11          |
| 12                                               | Sharon Jones / Paul Askham              | Royaume-Uni          | 24.0   | 12              | 12              | 12          |
| 13                                               | April Sargent / Russ Witherby           | États-Unis           | 26.0   | 13              | 13              | 13          |
| 14                                               | Viera Řeháková / Ivan Havránek          | Tchécoslovaquie      | 28.0   | 14              | 14              | 14          |
| 15                                               | Melanie Cole / Michael Farrington       | Canada               | 30.0   | 15              | 15              | 15          |
| 16                                               | Dominique Yvon / Frédéric Palluel       | France               | 32.0   | 16              | 16              | 16          |
| 17                                               | Honorata Górna / Andrzej Dostatni       | Pologne              | 34.0   | 17              | 17              | 17          |
| 18                                               | Andrea Weppelmann / Hendryk Schamberger | Allemagne de l'Ouest | 36.4   | 18              | 19              | 18          |
| 19                                               | Tomoko Tanaka / Hiroyuki Suzuki         | Japon                | 37.6   | 19              | 18              | 19          |
| 20                                               | Susanna Rahkamo / Petri Kokko           | Finlande             | 40.0   | 20              | 20              | 20          |
| 21                                               | Krisztina Kerekes / Csaba Szentpéteri   | Hongrie              | 42.0   | 21              | 21              | 21          |
| 22                                               | Monica MacDonald / Rodney Clarke        | Australie            | 44.0   | 22              | 22              | 22          |
| 23                                               | Desiree Schlegel / Patrik Brecht        | Suisse               | 46.0   | 23              | 23              | 23          |
| 24                                               | Birgit Pleninger / Michael Steiner      | Autriche             | 48.0   | 24              | 24              | 24          |
| Couple de danse éliminé après la danse originale |                                         |                      |        |                 |                 |             |
| 25                                               | Yucca Liu / Jim Sun                     | Taipei chinois       |        | 25              | 25              | NC          |